# Mas-Cabardès
Mas-Cabardès  ist eine französische Gemeinde mit 173 Einwohnern (Stand 1. Januar 2022) im Département Aude in der Region Okzitanien. Sie gehört zum Arrondissement Carcassonne und zum Kanton La Vallée de l’Orbiel.

## Nachbargemeinden
Nachbargemeinden von Mas-Cabardès sind Roquefère im Nordosten, Les Ilhes im Süden, Villanière im Südwesten und Miraval-Cabardès im Westen.

## Bevölkerungsentwicklung
| Jahr      | 1962 | 1968 | 1975 | 1982 | 1990 | 1999 | 2013 |
| Einwohner | 405  | 388  | 310  | 245  | 235  | 205  | 191  |

## Sehenswürdigkeiten
- Kirche Saint-Étienne
- Château